# Mirabel (Tarn-et-Garonne)
Mirabel é uma comuna francesa na região administrativa da Occitânia, no departamento de Tarn-et-Garonne. Estende-se por uma área de 32.07 km², e possui 1.037 habitantes, segundo o censo de 2018, com uma densidade de 32 hab/km².